# Tampilisan
Tampilisan is een gemeente in de Filipijnse provincie Zamboanga del Norte op het eiland Mindanao. Bij de laatste census in 2007 had de gemeente bijna 22 duizend inwoners.

## Geografie

### Bestuurlijke indeling
Tampilisan is onderverdeeld in de volgende 20 barangays:
| - Balacbaan - Banbanan - Barili - Cabong - Camul - Farmington - Galingon - Lawaan - Lumbayao - Malila-t | - Molos - New Dapitan - Poblacion - Sandayong - Santo Niño - Situbo - Tilubog - Tininggaan - Tubod - Znac |

## Demografie
Tampilisan had bij de census van 2007 een inwoneraantal van 21.671 mensen. Dit zijn 2.135 mensen (10,9%) meer dan bij de vorige census van 2000. De gemiddelde jaarlijkse groei komt daarmee uit op 1,44%, hetgeen lager is dan het landelijk jaarlijks gemiddelde over deze periode (2,04%). Vergeleken met de census van 1995 is het aantal mensen met 3.939 (22,2%) toegenomen.

De bevolkingsdichtheid van Tampilisan was ten tijde van de laatste census, met 21.671 inwoners op 137,75 km², 157,3 mensen per km².